# Nora En Pure
Daniela Di Lillo (Johannesburg, 20 juli 1990), beter bekend onder haar artiestennaam Nora En Pure is een DJ en producer van elektronische dansmuziek, met name in het genre house. Haar moeder was Zuid-Afrikaanse, haar vader Zwitsers.

## Biografie

### Jeugd
In haar eerste levensjaren is ze samen met haar ouders verhuisd naar Zwitserland, vanwege het werk van haar vader. De familie was zeer muzikaal, ze leerde op jonge leeftijd enkele muziekinstrumenten te bespelen. 

### Muzikale achtergrond
De Zwitserse buitenlucht inspireert Di Lillo, zo treedt ze regelmatig op voor een internetpubliek in de Zwitserse buitenlucht, gefilmd door camera's op statief en camera's op drones. Haar muziek wordt onder meer beïnvloed door de muziek van Afrikaanse stammen. 

### Carrière
In 2013 verwierf Di Lillo bekendheid met Come With Me, maar haar internationale doorbraak volgde na haar optredens op festivals als Coachella en Tomorrowland.